# Marc Emery
Marc Scott Emery, född 13 februari 1958, är en kanadensisk cannabisaktivist, entreprenör och politiker. Emery kallas ofta the Prince of Pot, och har varit en internationellt betydande förespråkare för legalisering av cannabis. Han har varit engagerad i New Democratic Party, the Freedom Party of Canada, the Unparty, the Marijuana Party of Canada, och the Conservative Party of Canada liksom i the British Columbia Marijuana Party, och the Green Party of British Columbia.
Som politisk libertarian har Emery också engagerat sig i förbudet mot söndagsöppet för butiker, lagar mot obscenitet, politiskt stöd av idrottsevenemang, kanadensisk censur, samt ett flertal skatter.
Emery har suttit fängslad flera gånger och 2009 dömdes han till ett femårigt fängelsestraff efter att ha sålt cannabisfrön via postorder till kunder i USA.
Emery bor i Vancouver, British Columbia, med sin fru Jodie Emery.